# Geophis chalybeus
Espèce
Synonymes
- Catostoma chalybaeum Wagler, 1830
- Rhabdosoma guttulatum Cope, 1885

Statut de conservation UICN

 DD  : Données insuffisantes
Geophis chalybeus  est une espèce de serpents de la famille des Dipsadidae.

## Répartition
Cette espèce est endémique du Veracruz au Mexique.

## Publication originale
- Wagler, 1830 : Natürliches System der Amphibien, mit vorangehender Classification der Säugetiere und Vögel. Ein Beitrag zur vergleichenden Zoologie. 1.0. Cotta, München, Stuttgart and Tübingen, p. 1-354 (texte intégral).